# ポアス山
座標: 北緯10度12分00秒 西経84度13分59秒 / 北緯10.2度 西経84.233度

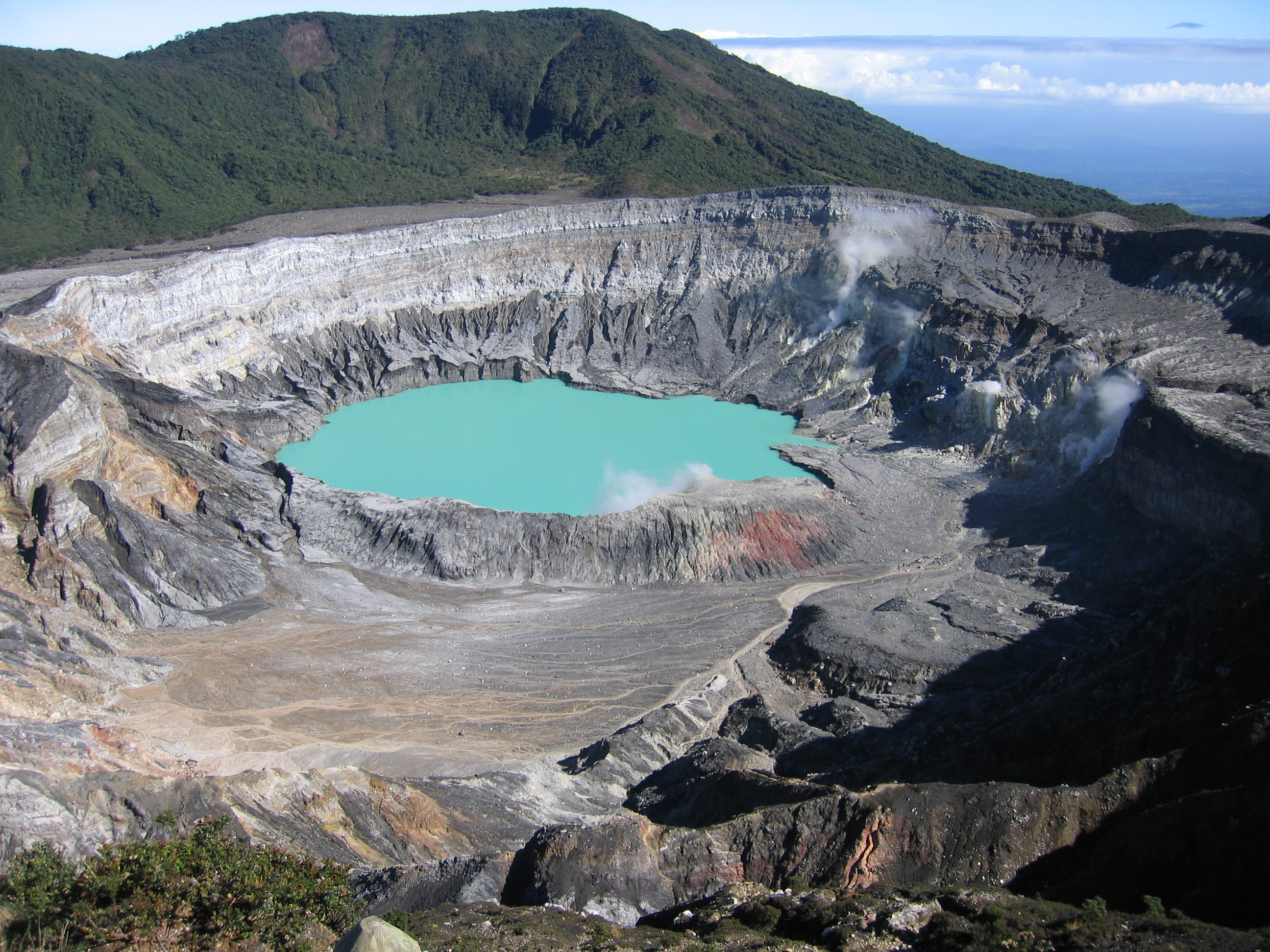
ポアス山のクレーター

ポアス山（Poás Volcano）は、コスタリカ北部にある標高2704メートルの活火山。ポアス火山国立公園内にあり、間欠泉が吹きあがる火口湖が見られる。40000年前には大噴火を起こしている。コスタリカを形成した3つの火山のうち1つであり、世界最大のクレーターを持つ火山の1つでもある。この火山の活動により、ポアス火山国立公園は2017年4月16日より閉園している。
ポアス山やイラス火山が所在する中央火山山脈は1988年にユネスコの生物圏保護区に指定された。